# NYX Hotel Bilbao
El NYX Hotel Bilbao es un hotel de cuatro estrellas ubicado en la calle Arenal de la villa de Bilbao esquina calle Correo, en pleno centro del Casco Viejo frente al Arenal.

## Historia

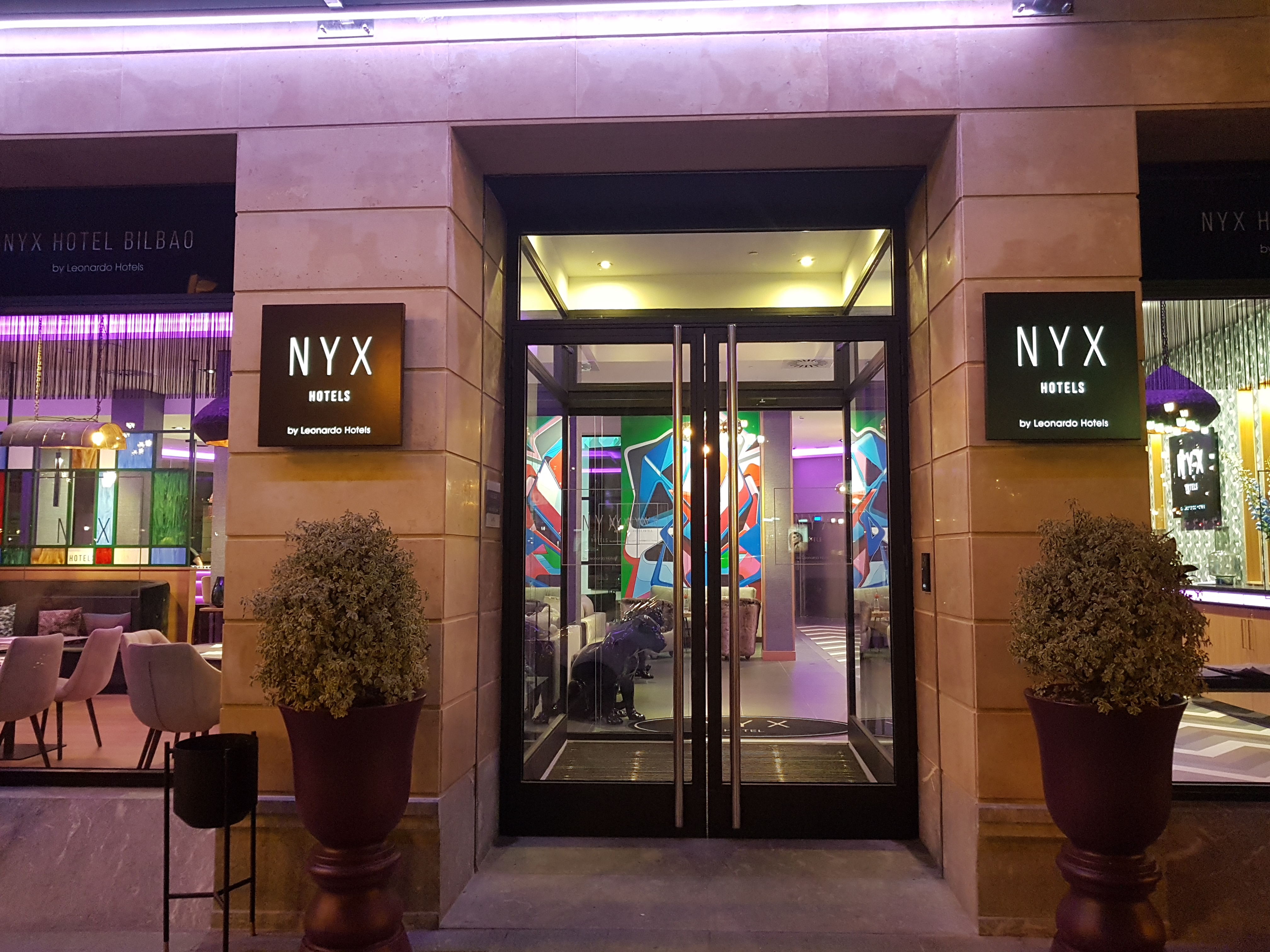
Acceso al NYX Hotel Bilbao.

Nyx, en alusión a la diosa primordial de la noche en la mitología griega, fue inaugurado en abril de 2019 en la antigua sede de Laboral Kutxa, inmueble cuyo interior fue completamente derribado en una reforma integral que se prolongó a lo largo de año y medio.
El NYX Hotel Bilbao es un establecimiento de cuatro estrellas promovido por la compañía israelí Leonardo Hotels. La cocina local y el arte son las señas de identidad del segundo hotel en el Estado para la cadena. Cuenta con 109 habitaciones, el Restaurante y Bar "Clash", terraza en la azotea y una amplia sala de conferencias para reuniones de negocios.

## Comunicaciones
- Estación de Zazpikaleak/Casco Viejo del Metro de Bilbao.
- Estación de Arriaga del tranvía de Bilbao.
- Estación de Bilbao-Concordia.
- Estación de Abando Indalecio Prieto.

## Edificios y ubicaciones adyacentes
- Teatro Arriaga
- Plaza Nueva
- Avenida Abandoibarra
- Isozaki Atea
- Museo Guggenheim Bilbao